# Рождественско-Хавский район
Рождественско-Хавский район — административно-территориальная единица в Центрально-Чернозёмной и Воронежской областей РСФСР, существовавшая в 1928-1960 годах. Административный центр — село Рождественская Хава.
Район был образован 30 июля 1928 года в составе Воронежского округа (позже — Усманского округа) Центрально-Чернозёмной области. В него вошла территория бывшей Рождественской волости Воронежского уезда Воронежской губернии.
После упразднения Центрально-Чернозёмной области 13 июня 1934 года район вошёл в состав вновь образованной Воронежской области.
9 августа 1960 года Рождественско-Хавский район был упразднён, его территория передана Новоусманскому району.